# یک ماجراجو در تاهیتی
یک ماجراجو در تاهیتی (به فرانسوی: Tendre voyou‎ , ایتالیایی: Un avventuriero a Tahiti) یک فیلم سینمایی کمدی فرانسوی ایتالیایی محصول سال ۱۹۶۶ به کارگردانی ژان بکر و با بازی ژان-پل بلموندو است.
این فیلم در فرانسه ۱٬۹۷۰٬۰۲۳ تعداد بلیت در سینماها فروخت.

## داستان
تونی مارچال یک اغوا کننده حرفه‌ای است. با فتح تعداد بیشماری از زنان، اعلام کرد که هیچ‌کس وجود ندارد که بتواند در مقابل جذابیت او مقاومت کند.